# إيثان بي. ألين
إيثان بي. ألين (بالإنجليزية: Ethan B. Allen)‏ هو سياسي أمريكي، ولد في 21 أكتوبر 1781، وتوفي في 19 أبريل 1835. انتخب عضو مجلس ولاية نيويورك.